# Torrejón de la Calzada
Torrejón de la Calzada là một đô thị trong Cộng đồng Madrid, Tây Ban Nha. Đô thị Torrejón de la Calzada có diện tích 9 km², dân số theo điều tra năm 2010 của Viện thống kê quốc gia Tây Ban Nha là 6478 người. Đô thị Torrejón de la Calzada nằm ở khu vực có độ cao 640 mét trên mực nước biển. Các địa phương giáp ranh: Parla, Cubas, Torrejón de Velasco, Griñón và Illescas.